# Harmochirus luculentus
Harmochirus luculentus là một loài nhện trong họ Salticidae.
Loài này thuộc chi Harmochirus. Harmochirus luculentus được Eugène Simon miêu tả năm 1886.